# Hôtel de ville de Sainte-Rose
L'Hôtel de ville de Sainte-Rose est situé place de la mairie à Sainte-Rose en Guadeloupe. 

## Histoire
Les travaux du bâtiment commence le 14 janvier 1930. Œuvre de Gérard-Michel Corbin, il ne comporte à l'origine qu'un rez-de-chaussée. L'étage est ajouté en 1949.
Le 19 février 2009, lors du mouvement social dans les Antilles françaises et la Guyane, la mairie est dégradée par des casseurs,.

## Architecture
Le rez-de-chaussée est en maçonnerie. Les baies proposent des arcs en plein cintre et les pilastres sont surmontés de chapiteaux corniches dans le style des bâtiments publics du milieu du XIXe siècle. 
L'étage se veut de tendance moderniste directement inspiré du style de bâtiments élaborés par Ali Tur à la même époque. Les mêmes motifs des impostes ajourées et les claustras du balcon se retrouve sur la mairie de Capesterre-de-Marie-Galante également construite par Corbin en 1930. 

## La Fontaine publique

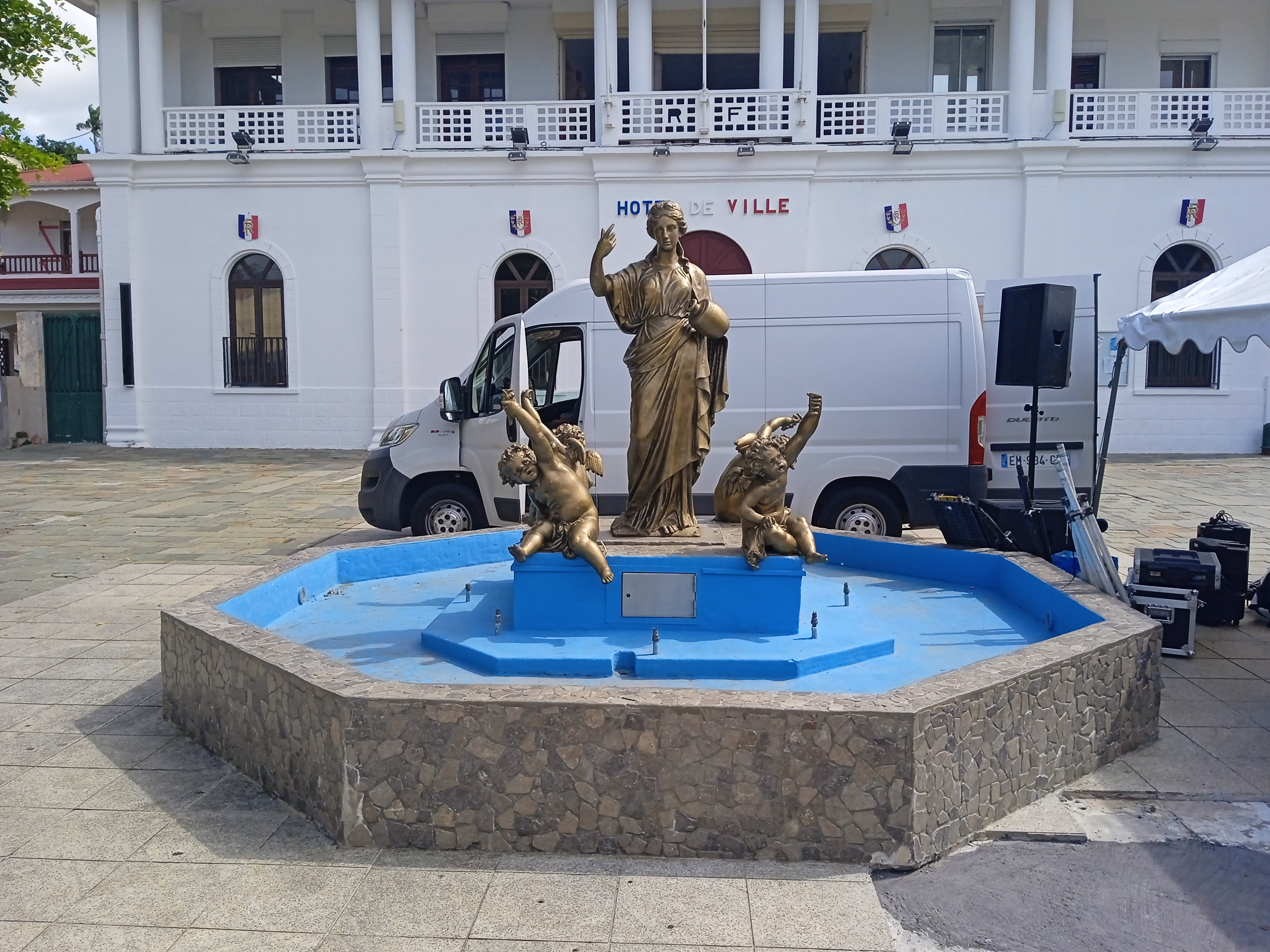
La fontaine public de Sainte-Rose.

Datant de 1874, en fonte moulée et représentant une Marianne, elle est issue de la Fonderie du Val d'Osne en Haute-Marne ou de celle d'Antoine Durenne de Sommevoire, également en Haute-Marne, fournisseurs des fontes d'art des colonies et à l'étranger.

## L'ancienne annexe

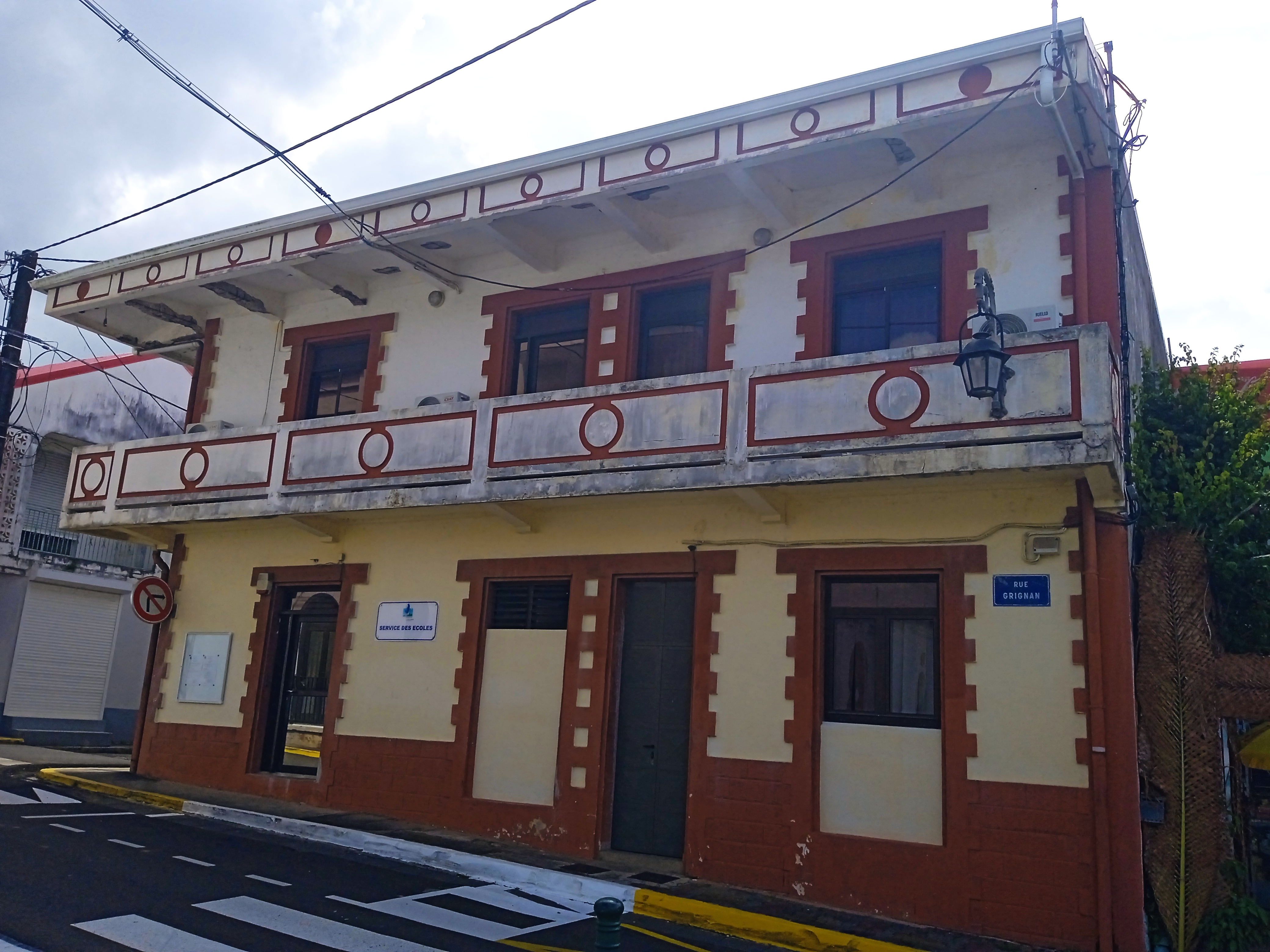
Bâtiment de la police municipale de Sainte-Rose (Guadeloupe), ancienne annexe de la mairie.

Bâtiment de fonction des enseignants des écoles de la ville, il est construit le 12 février 1932 pour 530 000 francs. En béton armé, son décor mêle tradition et modernité par des encadrements de baies et des chaines d'angle harpées. Le balcon et l'auvent en porte-à-faux sont de style moderniste.
Il devient ensuite une annexe de la mairie avant d'abriter la police municipale et ses services techniques, qui y sont toujours (2025).